# Міський палац Ліхтенштейнів
Міський палац Ліхтенштейнів (нім. Stadtpalais Liechtenstein) — житловий будинок на Банкгассе 9, у першому районі Відня, Іннере-ітадт. Палац будувався з 1692 по 1705 рік італійським архітектором Доменіко Мартінеллі та швейцарським архітектором Габріеле Габріелі.
Будівля є одним із двох палаців у Відні, що належать княжій родині Ліхтенштейнsd. Іншим величним будинком, який досі належить родині у Відні, є Ліхтенштейнський садовий палац.
Палац уникнув руйнування під час Другої світової війни, коли поблизу впали бомби. Він досі використовується як приватна резиденція княжої родини. Після реставрації у 2013 році в будівлі зберігається частина княжої колекції мистецтва 19 століття, а твори мистецтва 16-18 століть експонуються в садовому палаці Ліхтенштейну.

## Галерея

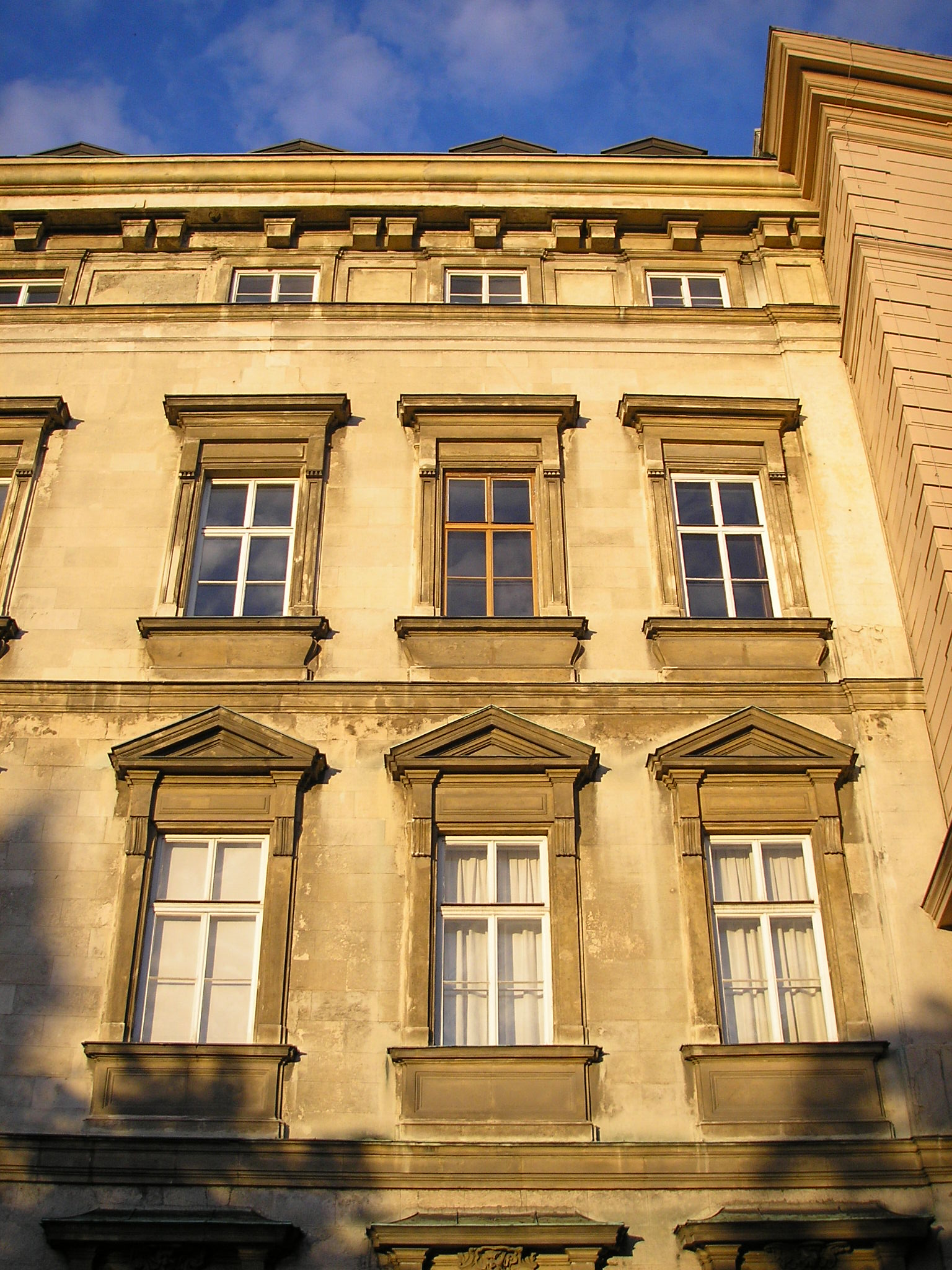
Екстер'єр
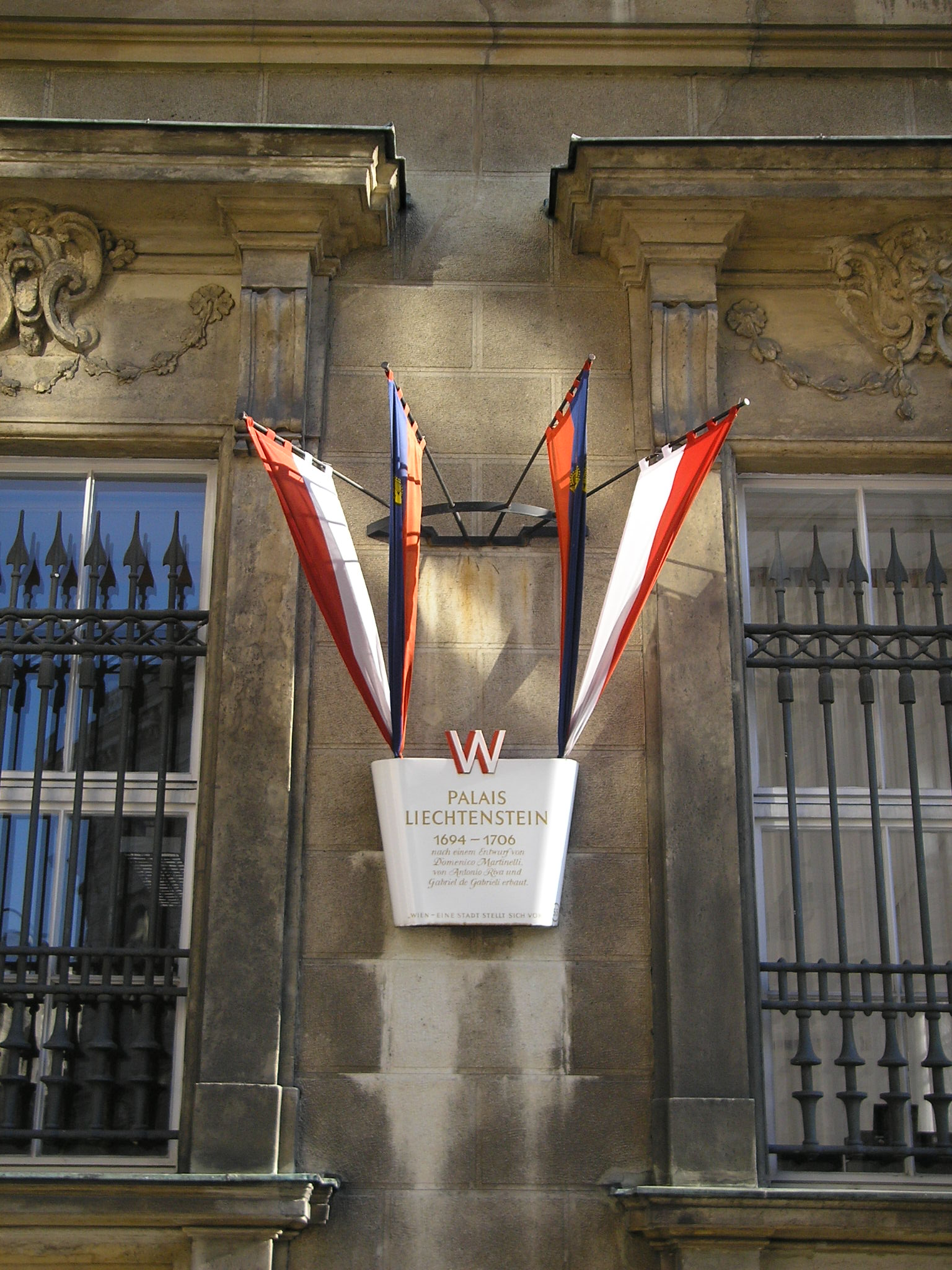
Екстер'єр
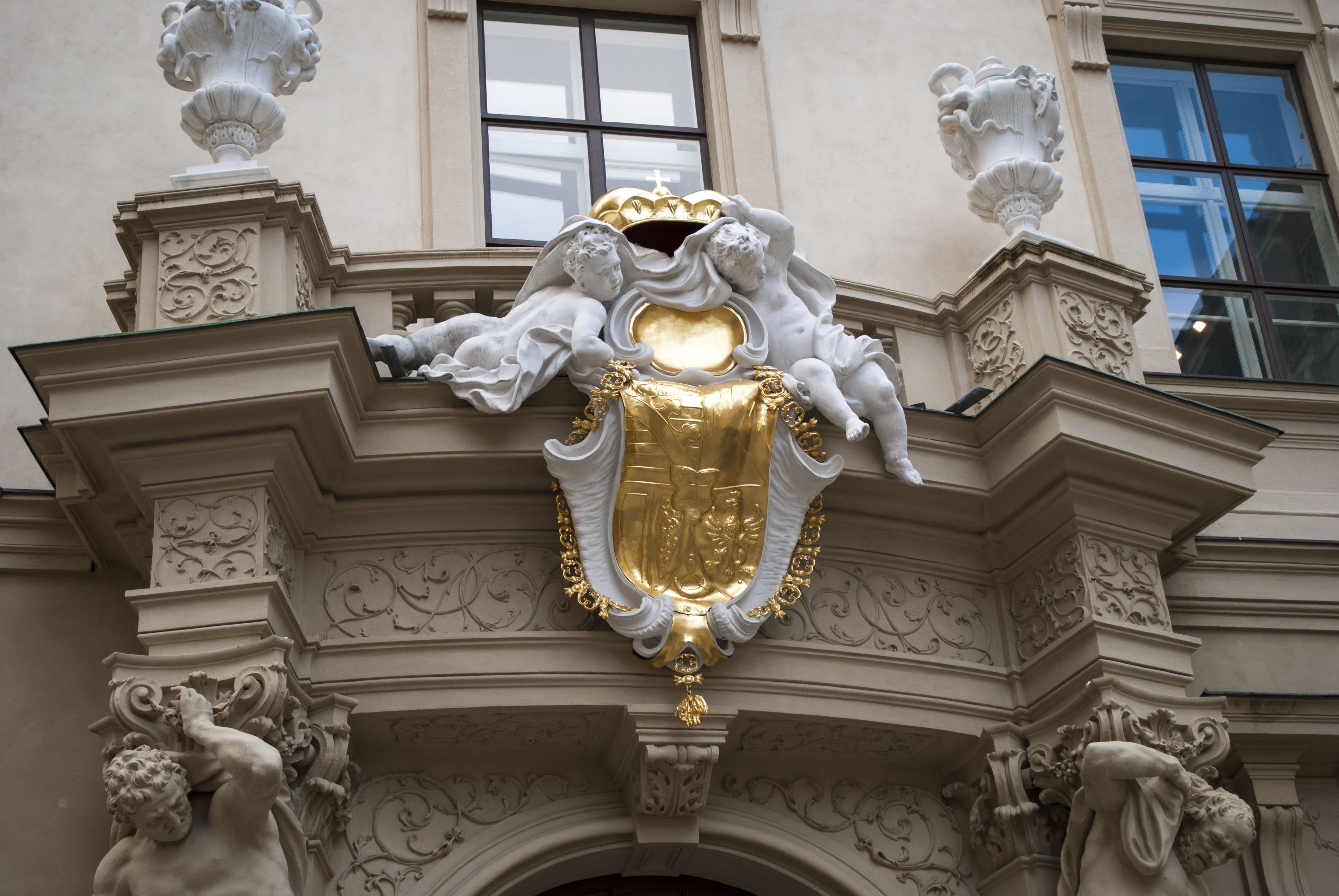
Портал
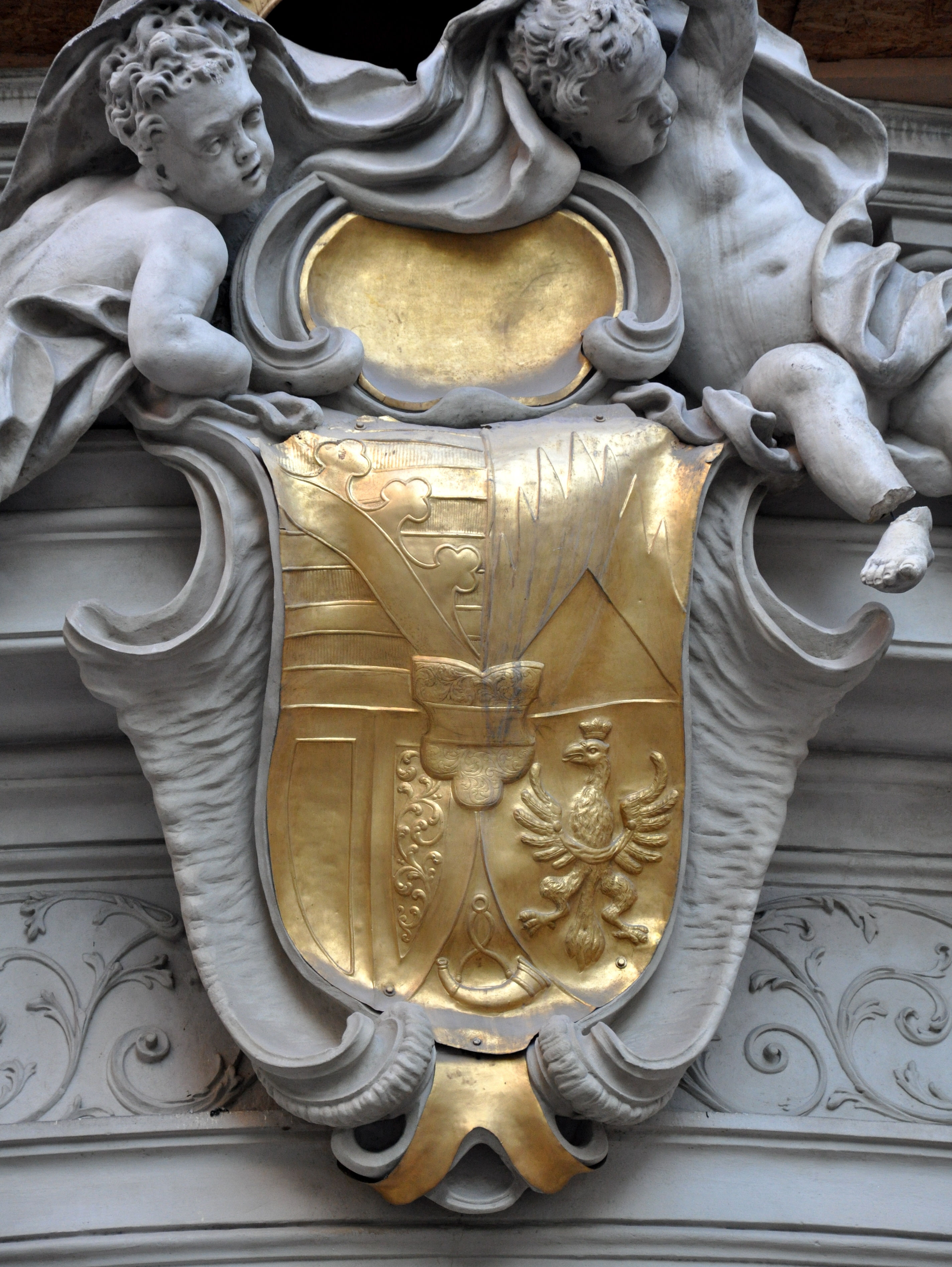
Герб

## Подальше читання
- Ройс, Матіас, Антоніо Беллуччіс Gemäldefolge für das Stadtpalais Liechtenstein in Wien. Studien zur Kunstgeschichte, vol. 126. Хільдесхайм: Г. Олмс.ISBN 3-487-10818-6